# 도쿠가와 마코토
도쿠가와 마코토(일본어: 德川 誠 とくがわ まこと[*], 1887년 (메이지 20년) 10월 31일 - 1968년 (쇼와 43년) 11월 11일)는 일본의 사업가이자 정치가이다. 작위는 남작이다.
아사노 시멘트 주식회사 감사역, 귀족원 의원 등을 역임했다.

## 생애

### 성장
에도 막부 15대 세이타이쇼군 도쿠가와 요시노부의 9남이다. 어릴 적에 지물상인 코나가이 카츠지로의 곳으로 수양 아들로 보내진다 (수양아들에서 돌아와 요시노부에 인사를 했을 때에, 저속한 말로, "짱 (チャン)이라고 요시노부를 불러, 주위가 크게 당황했다). 1891년 (메이지 24년) 4월, 누나 에이코와 함께 시즈오카 고등 초등학교 부속 유치원에 들어갔다. 1897년 (메이지 30년) 9월, 남동생 쿠와시와 함께 시즈오카에서 도쿄로 옮겨, 가쿠슈인에 입학한다. 1908년 (메이지 41년) 3월, 가쿠슈인 중등과를 졸업했다. 같은 해, 미국 미시간주의 호프 칼리지에 유학했다. 나중에 야마모토 시게아야의 양자가 되었지만, 양자 연결을 해지한다. 더군다나 분가하여 일가의 호주가 되었다.

### 사업가로써
미국에서 귀국 후, 요코하마 정금은행에서 근무했다. 미국이나 프랑스의 지점에 부임해, 다이쇼 9년에 귀국했다. 귀국 후, 요코하마 정금은행에서 퇴직했다. 그 후, 아사노 시멘트 감사역을 맡았다. 그 사이인 1913년 (다이쇼 2년) 11월 5일에는 남작에 서위되었다. 쇼와 21년 (1946년) 5월, 귀족원 남작 의원 보궐선거에서 귀족원 의원으로 선출되었다. 귀족원에서는 공정회 소속으로, 쇼와 22년 (1947년) 5월 2일의 귀족원 폐지 때까지 맡았다.

## 서훈
- 1913년 (다이쇼 2년) 11월 5일 - 남작
- 1926년 (다이쇼 15년) 12월 1일 - 종4위
- 1934년 (쇼와 9년) 12월 15일 - 정4위

## 계보
- 아버지 : 도쿠가와 요시노부 (에도 막부 15대 쇼군)
- 어머니 : 나카네 사치 (나카네 요시사부로의 딸)
- 아내 : 하코 (霽子, 남작 나와 나가노리의 딸)
  - 장남 : 도쿠가와 히로무 - 해군 소좌, 태평양전쟁에서 전사
  - 차남 : 도쿠가와 오사무 (1920년 - 1996년) - 일본은행 근무
    - 손자 : 도쿠가와 야스히사 (1948년 - ) - 오사무의 장남. 2013년부터 2018년까지 야스쿠니 신사 궁사

|  | 제1대 도쿠가와가 (요시노부가 분가) 남작 1913년 - 1947년 | 후임 화족제도 폐지 |